# Myzeqeja

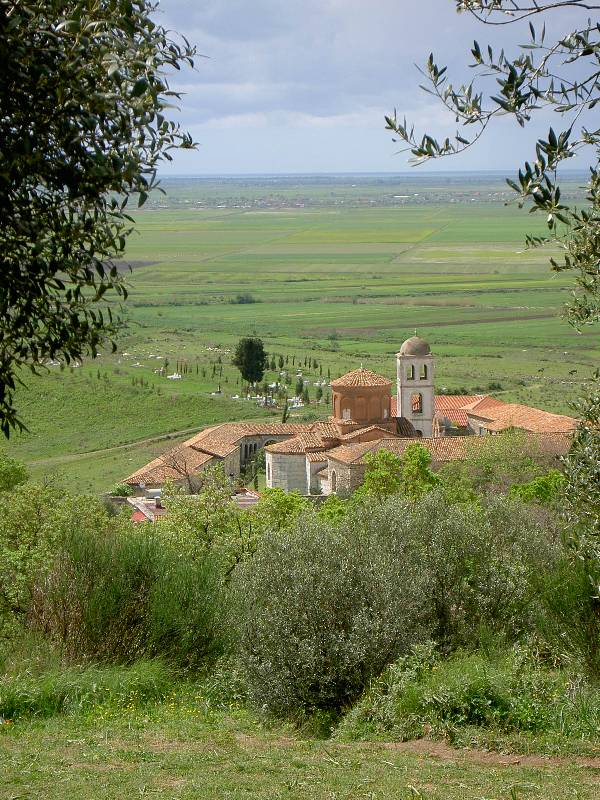
A pojani Szűz Mária-kolostor, háttérben a Myzeqejával

A Myzeqeja Közép-Albánia nagy részét magában foglaló síkság. Az Adriai-tenger partvidéke egészen néhány évtizeddel ezelőttig főként mocsaras terület volt. Csak a második világháború után kezdődött el a terület művelése. Ma főként mezőgazdasági célokra hasznosítják.

## A név eredete
A 13. és 15. század között a terület a Muzaka család birtokához tartozott, akiktől a nevét is kapta. Ezelőtt a síkság neve Savra volt.

## A terület földrajza
A Myzeqeja egy nagyjából 1350 km²-es háromszöget képez Vlora és Elbasan város, illetve a Shkumbin folyó torkolata között. Ez a folyó képezi a síkság északi határát. Nyugatról az Adria határolja, keleten Mallakastrán és a délalbán hegyeken túlra nyúlik.
A Myzeqeja legnagyobb része ártér. A Shkumbinon kívül a Seman és a Vjosa folyó is keresztülhalad rajta. A part mentén több lagúna is képződött, mint például a Karavastai-lagúna. A déli, Vlora és Vjosa közötti rész neve Myzeqeja e Vlorës (Vlorai-Myzeqeja), ettől északra, a Semanig húzódik a Myzeqeja e Fierit (Fieri-Myzeqeja), a Kis-Myzeqeja, a Semantól északra fekvő területek neve pedig Myzeqeja e Lushnjës (Lushnjai-Myzeqeja), azaz Nagy-Myzeqeja.

## A terület története
Apollónia alapítói a területet Gülakion pedionnak hívták, Gülaksz után, aki az első telepeseket idevezette. Az ókorban a terület még nem volt elmocsarasodva, mezőgazdasági szempontból fontos szerepet játszott. A Római Birodalom idején az Adriát Konstantinápollyal összekötő Via Egnatia a Myzeqeja síkságon vezetett keresztül. A késő ókor során a folyók folyásának változása miatt megkezdődött a terület mocsarasodása.
Az oszmán fennhatóság idején az itt élő emberek életkörülményei rendkívül rosszak voltak, magas adókat kellett fizetniük, primitív agyagkunyhókban, hatalmas szegénységben éltek, és a vidék mocsarassága miatt gyakori volt a malária.
A mocsár megművelésének munkálatait csak az 1950-es években kezdték meg, és bizonyos részeken egészen a 70-es évekig tartott. A kommunista Albánia egyik leggyümölcsözőbb vidéke jött itt létre, részben a Szovjetunió támogatásának és a kényszermunkások alkalmazásának köszönhetően. Az újonnan nyert területekre többek között görög és koszovói menekülteket telepítettek. A Myzeqe ma is sűrűn lakott, Fier, Lushnja, Patos és Kuçova ipari városokká fejlődtek, utóbbi kettő az albán olajipar központja.